# Fanshawe, Oklahoma
Fanshawe, Oklahoma (енгл. Fanshawe) град је у америчкој савезној држави Оклахома.

## Демографија
По попису из 2010. године број становника је 419, што је 35 (9,1%) становника више него 2000. године.
| Група             | 2000.       | 2010.       |
| Белци             | 297 (77,3%) | 297 (70,9%) |
| Афроамериканци    | 0 (0,0%)    | 6 (1,4%)    |
| Азијати           | 3 (0,8%)    | 6 (1,4%)    |
| Хиспаноамериканци | 7 (1,8%)    | 14 (3,3%)   |
| Укупно            | 384         | 419         |